# O Baixo Miño
O Baixo Miño és una comarca de Galícia situada al sud de la província de Pontevedra.

## Geografia
Es troba a l'extrem sud-oest de Galícia, al límit amb Portugal. Es troba al curs baix del riu Miño, del qual pren el seu nom, que desemboca al costat d'A Guarda a l'oceà Atlàntic.
Limita al nord amb la comarca de Vigo, a l'oest amb l'oceà Atlàntic i al sud i est amb el districte portuguès de Viana do Castelo, del qual està separat pel Miño i la seva desembocadura.

## Municipis
En formen part els municipis de:
- A Guarda
- Oia
- O Rosal
- Tomiño
- Tui